# 톱텍
톱텍(Toptec Co. Ltd.)은 대한민국의 기업이다. 본사는 경상북도 구미시 산동읍 5공단4로 28에 위치해 있으며 대표이사는 정지용이다. 스마트팩토리에 자동화 장비를 공급한다

## 논란
회사 임직원들이 삼성디스플레이의 협력업체로써 삼성에서 받은 엣지 패널 기술 관련 영업 비밀을 자신들이 설립한 업체에 유출한 뒤 일부를 중국 업체에 팔아넘긴 혐의로 기소된 적이 있다

## 상장
2009년 9월 15일에 공모가 10,400원에 코스닥 시장에 상장하였다.

## 같이 보기
- 레몬 (기업)

## 참고문헌
1. ↑  흑자전환 톱텍의 무서운 수주력, 두달만에 3년치 일감 확보, 머니투데이, 2023-03-03
2. ↑  “SK·LG ‘배터리 장비’ 우리가 생산”… 톱텍·디에스케이 맞대결, 조선비즈, 2022.12.01
3. ↑  삼성 '엣지패널' 기술 중국에 넘긴 톱텍 전 대표, 징역 3년 확정, 리걸타임즈, 2023-07-13